# Бернгем (Мен)
Бернгем (англ. Burnham) — місто (англ. town) в США, в окрузі Волдо штату Мен. Населення — 1096 осіб (2020).

## Демографія
Згідно з переписом 2010 року, у місті мешкали 1164 особи в 502 домогосподарствах у складі 332 родин. Було 714 помешкання
Расовий склад населення:
| - 98,4 % — білих - 0,2 % — корінних американців - 0,2 % — чорних або афроамериканців - 0,2 % — азіатів |

До двох чи більше рас належало 1,0 %. Частка іспаномовних становила 0,3 % від усіх жителів.
За віковим діапазоном населення розподілялося таким чином: 20,5 % — особи молодші 18 років, 65,6 % — особи у віці 18—64 років, 13,9 % — особи у віці 65 років та старші. Медіана віку мешканця становила 43,3 року. На 100 осіб жіночої статі у місті припадало 109,7 чоловіків;  на 100 жінок у віці від 18 років та старших — 108,3 чоловіків також старших 18 років.
Середній дохід на одне домашнє господарство  становив 54 002 долари США (медіана — 36 250), а середній дохід на одну сім'ю — 60 427 доларів (медіана — 43 125). Медіана доходів становила 41 286 доларів для чоловіків та 30 000 доларів для жінок. За межею бідності перебувало 18,3 % осіб, у тому числі 26,7 % дітей у віці до 18 років та 6,4 % осіб у віці 65 років та старших.
Цивільне працевлаштоване населення становило 476 осіб. Основні галузі зайнятості: освіта, охорона здоров'я та соціальна допомога — 21,6 %, роздрібна торгівля — 14,3 %, науковці, спеціалісти, менеджери — 11,1 %, виробництво — 9,9 %.